# Combustible criogènic
Els combustibles criogènics són combustibles que requereixen l'emmagatzematge a temperatures extremadament baixes per mantenir-los en estat líquid.
Aquests combustibles s'utilitzen en maquinària que opera a l'espai (per exemple, coets i satèl·lits) perquè el combustible ordinari no es pot utilitzar allà, a causa de l'absència d'un entorn que suporti la combustió (a la Terra, l'oxigen és abundant a l'atmosfera, mentre que a l'exploració humana a l'espai, l'oxigen és pràcticament inexistent) i l'espai és un buit. Els combustibles criogènics amb més freqüència constitueixen gasos liquats com l'hidrogen líquid.
Alguns motors de coets fan servir refrigeració regenerativa, la pràctica de fer circular el seu combustible criogènic al voltant de les toveres abans que el combustible es bombi a la cambra de combustió i s'encengui. Aquesta disposició va ser suggerida per primera vegada per Eugen Sänger als anys quaranta. El coet Saturn V que va enviar les primeres missions tripulades a la Lluna va utilitzar aquest element de disseny, que encara avui s'utilitza.
Molt sovint, l'oxigen líquid s'anomena erròniament combustible criogènic, tot i que en realitat és un oxidant i no un combustible.
El fabricant rus d'avions Túpolev va desenvolupar una versió del seu popular disseny Tu-154 però amb un sistema de combustible criogènic, designat Tu-155. Va emprar un combustible anomenat gas natural liquat (GNL), el seu primer vol va ser el 1989.

## Funcionament
Els combustibles criogènics es poden classificar en dues categories: inerts i inflamables o combustibles. Els dos tipus exploten la gran relació de volum de líquid a gas que es produeix quan el líquid passa a la fase gasosa. La viabilitat dels combustibles criogènics està associada al que es coneix com un alt índex de flux massiu. Amb regulació, l'energia d'alta densitat dels combustibles criogènics s'utilitza per produir empenta en coets i un consum controlable de combustible. Les seccions següents proporcionen més detalls.

### Inert
Aquest tipus de combustibles utilitzen normalment la regulació de la producció i el flux de gas per impulsar els pistons en un motor. Els grans augments de pressió es controlen i es dirigeixen cap als pistons del motor. Els pistons es mouen a causa de la potència mecànica transformada a partir de la producció controlada de combustible gasós. Un exemple notable es pot veure al vehicle d'aeri líquid de Peter Dearman. Alguns combustibles inerts comuns inclouen:
- Nitrogen líquid
- Aire líquid
- Heli líquid
- Neó líquid

### Combustible
Aquests combustibles utilitzen les propietats criogèniques beneficioses del líquid i la naturalesa inflamable de la substància com a font d'energia. Aquests tipus de combustible són molt coneguts sobretot pel seu ús en coets. Alguns combustibles inerts comuns inclouen:
- Hidrogen líquid
- Gas natural líquid (GNL)
- Metà líquid

## Combustió del motor
Els combustibles criogènics ofereixen molta més utilitat que la majoria de combustibles inerts. El gas natural liquat, com en qualsevol combustible, només cremarà quan es barregi adequadament amb les quantitats correctes d'aire. Pel que fa al GNL, la major part d'eficiència depèn del nombre de metà, que és l'equivalent al gas del nombre d'octà. Es determina en funció del contingut en metà del combustible liquat i de qualsevol altre gas dissolt i varia com a resultat d'eficiències experimentals. Maximitzar l'eficiència en els motors de combustió serà el resultat de determinar la relació adequada entre combustible i aire, i utilitzar l'adició d'altres hidrocarburs per a una combustió òptima addicional.

## Eficiència de producció
Els processos de liqüefacció de gasos han millorat durant les últimes dècades amb l'arribada d'una millor maquinària i un control de les pèrdues de calor del sistema. Les tècniques típiques aprofiten la temperatura de gas que es refreda dramàticament a mesura que s'allibera la pressió controlada d'un gas. La pressurització suficient i després la despressurització posterior poden liquar la majoria dels gasos, com ho demostra l'efecte Joule-Thomson.

### Gas natural liquat
Tot i que resulta rendible liquidar gas natural per emmagatzemar, transportar i utilitzar, aproximadament entre el 10 i el 15 per cent del gas es consumeix durant el procés. El procés òptim conté quatre etapes de refrigeració de propà i dues etapes de refrigeració d'etilè. Es pot afegir una etapa addicional de refrigerant, però els costos addicionals dels equips no són econòmicament justificables. L'eficiència es pot vincular els processos en cascada de components purs que minimitzen la font global per enfonsar la diferència de temperatura associada amb la condensació del refrigerant. El procés optimitzat incorpora una recuperació de calor optimitzada juntament amb l'ús de refrigerants purs. Tots els dissenyadors de processos de plantes de liqüefacció que fan servir tecnologies provades s'enfronten el mateix desafiament: refredar i condensar eficientment una barreja amb un refrigerant pur. En el procés de cascada optimitzat, la barreja a refredar i condensar és el gas d'alimentació. En els processos de refrigerant mixt de propà, les dues barreges que necessiten refrigeració i condensació són el gas d'alimentació i el refrigerant mixt. La principal font d'ineficiència rau en el tren d'intercanvi de calor durant el procés de liqüefacció.

## Avantatges i inconvenients

### Beneficis
- Els combustibles criogènics són més ecològics que la gasolina o els combustibles fòssils. Entre d'altres coses, la taxa de gasos amb efecte d'hivernacle es podria reduir entre un 11 i un 20% utilitzant GNL en contraposició a la gasolina en el transport de mercaderies.[6]
- Juntament amb la seva naturalesa ecològica, poden reduir significativament els costos de transport dels productes interiors per la seva abundància en comparació amb la dels combustibles fòssils.[6]
- Els combustibles criogènics tenen una taxa de flux màssic més elevada que els combustibles fòssils i, per tant, produeixen més empenta i potència quan es combinen per al seu ús en un motor. Això vol dir que els motors tindran un consum més elevat de combustible que els motors de gas moderns.[7]
- Els combustibles criogènics no són contaminants i, per tant, si es vessen, no representen cap risc per al medi ambient. No caldrà netejar els residus perillosos després d'un vessament.[8]

### Possibles Inconvenients
- Alguns combustibles criogènics, com el GNL, són combustibles de manera natural. La ignició dels vessaments de combustible podria provocar una gran explosió. Això és possible en el cas d'un accident de cotxe amb un motor de GNL.[8]
- Els dipòsits d'emmagatzematge criogènics han de ser capaços de suportar alta pressió. Els tancs propulsors d'alta pressió requereixen parets més gruixudes i aliatges més forts, que fan que els tancs del vehicle siguin més pesats, el que redueix el rendiment.[cal citació]
- Malgrat les tendències no tòxiques, els combustibles criogènics són més densos que l'aire. Com a tal, poden provocar asfíxia. Si es filtra, el líquid es convertirà en un gas molt dens i fred i, si s'inhala, podria ser fatal.[9]